# Paysage orageux avec Pyrame et Thisbé
 (juin 2015).
Paysage orageux avec Pyrame et Thisbé est le plus grand paysage classique jamais réalisé par Nicolas Poussin (1594-1665).

## Historique de l'œuvre
Commanditée par Cassiano dal Pozzo, secrétaire particulier du cardinal Francesco Barberini, amateur d'art et grand admirateur de Poussin, l’œuvre est achevée en 1651, si l'on en croit André Félibien, le biographe de l'artiste.
Une lettre envoyée par Poussin au peintre Jacques Stella nous apprend que c'est l'artiste lui-même qui a choisi son sujet ainsi que la façon dont il allait le traiter . 
La toile est achetée par le musée de Francfort-sur-le-Main en 1931 après être passée par l'Angleterre.

## Description
Dans un paysage battu par un violent orage, Thisbé pleure son amant Pyrame qui vient de se suicider. À l'arrière-plan, la lionne responsable du quiproquo qui a conduit à la mort du jeune homme poursuit des bergers qui s'enfuient. 
Poussin fige un moment de tension extrême, un instant fulgurant : un éclair zèbre le ciel et, dans un instant, Thisbé va rejoindre son amant dans la mort.

## Sources littéraires de l'iconographie
L'histoire de Pyrame et Thisbé est rapportée au livre IV des Métamorphoses d'Ovide. L'action se déroule à Babylone : le jeune Pyrame est amoureux de sa voisine Thisbé mais leurs parents sont hostiles à leur union. Un jour, n'y tenant plus, ils prennent le parti de s'enfuir et se donnent rendez-vous à la nuit tombée en dehors de la ville. Thisbé arrive la première mais, alors qu'elle attend son amant, une lionne s'approche d'elle la gueule ensanglantée. Épouvantée, la jeune fille s'enfuit, abandonnant son voile au fauve qui le souille du sang de ses précédentes victimes. Pyrame arrive peu de temps après. En lieu et place de sa bien-aimée, il ne trouve que son voile rouge de sang. La croyant dévorée, il se poignarde de désespoir. Remise de sa terreur, Thisbé s’en retourne et découvre le corps agonisant de Pyrame - c'est le moment que Poussin a décidé d'illustrer. Elle se suicide à son tour avec l'arme de son amant. 
Au XVIIe siècle, plusieurs tragédies françaises ont été composées sur ce thème de Pyrame et Thisbé. Ainsi, en 1621, Théophile de Viau, le poète et dramaturge le plus lu à cette époque, publie Les Amours tragiques de Pyrame et Thisbé, une pièce qui rencontre un grand succès en son temps. 
Comme le Roméo et Juliette de Shakespeare, l'histoire de Pyrame et Thisbé s’inscrit dans la longue file des histoires d'amour partagées auxquelles le destin met fin de manière tragique.

## Analyse du tableau

### Composition
Poussin adopte une perspective centrale ; le point de fuite se trouve exactement au centre du tableau. Les courbures du paysage se répondent de part et d'autre de l'axe vertical médian, axe de symétrie de la composition. La transition entre ciel et terre est assurée par le lac, situé presque au centre du tableau.
Le paysage est construit selon les normes codifiées du paysage classique mais reste néanmoins vraisemblable. Les deux héros ont été peints à l'avant-plan mais n'occupent qu'une échelle très réduite sur la toile. C'est le paysage lui-même qui occupe tout l'espace. Pyrame et Thisbé ne sont pas vraiment accessibles car leur petitesse empêche le spectateur d'entretenir une quelconque intimité avec eux. 
L’expression de Thisbé est inspirée par les codes des « affetti », ces lois qui commandent la représentation des expressions et des émotions dans la peinture d’histoire. La jeune femme est figée, arrêtée dans son geste et elle crie sa douleur de manière théâtrale.

### Sujet et signification du tableau
Dans une lettre au peintre Jacques Stella, qui est perdue mais dont on garde un témoignage grâce à André Félibien, Poussin se livre en ces termes : "J'ai essayé de représenter une tempête sur terre imitant le mieux que j'ai pu, l'effet d'un vent impétueux, d'un air rempli d'obscurité, de pluie, d'éclairs et de foudre qui tombent en plusieurs endroits, non sans y faire du désordre". En ces quelques mots, l'artiste nous révèle que le véritable sujet du tableau est la nature déchaînée et non Pyrame et Thisbé . D’ailleurs, nul ne se préoccupe des deux jeunes gens dans ce tableau : ils vivent leur drame dans l’indifférence générale. La douleur de Thisbé n'est qu'un écho parmi d'autres de la fureur qui ébranle la nature. 
Dans ce tableau se trouvent réunies deux préoccupations philosophiques majeures de l'œuvre de Poussin : 
- La méditation sur la mort - que l'on retrouve par exemple dans Et in Arcadia ego
- La réflexion sur la petitesse de l’homme face à la cruauté et à la toute-puissance de la nature et du destin